# Oratorio di San Pietro (Calenzano)
L'oratorio di San Pietro si trova a Legri, nel comune di Calenzano, in provincia di Firenze.

## Storia e descrizizione
In origine chiesa del castello di Legri e fin dalle prime notizie del 1260 suffraganea della pieve di San Severo. Dalla seconda metà del XV secolo ne furono patroni i patrizi fiorentini Figiovanni, originari di Legri e protetti dai Medici.
Divenuta cappella della Fattoria del Castello, dal XVII al XIX secolo ebbe il patronato dei Cattani e poi dei Cattani-Cavalcanti.
Attualmente di proprietà privata, si presenta di modeste proporzioni, ad una navata con copertura a capanna, con campanile a vela. Le origini medievali dell'oratorio sono rivelate dall'orditura dei muri di filaretto regolare in alberese misto a pietra forte e dalla presenza delle tre finestre a feritoia aperte sul prospetto meridionale.